# Bismarcksäule (Greifswald)

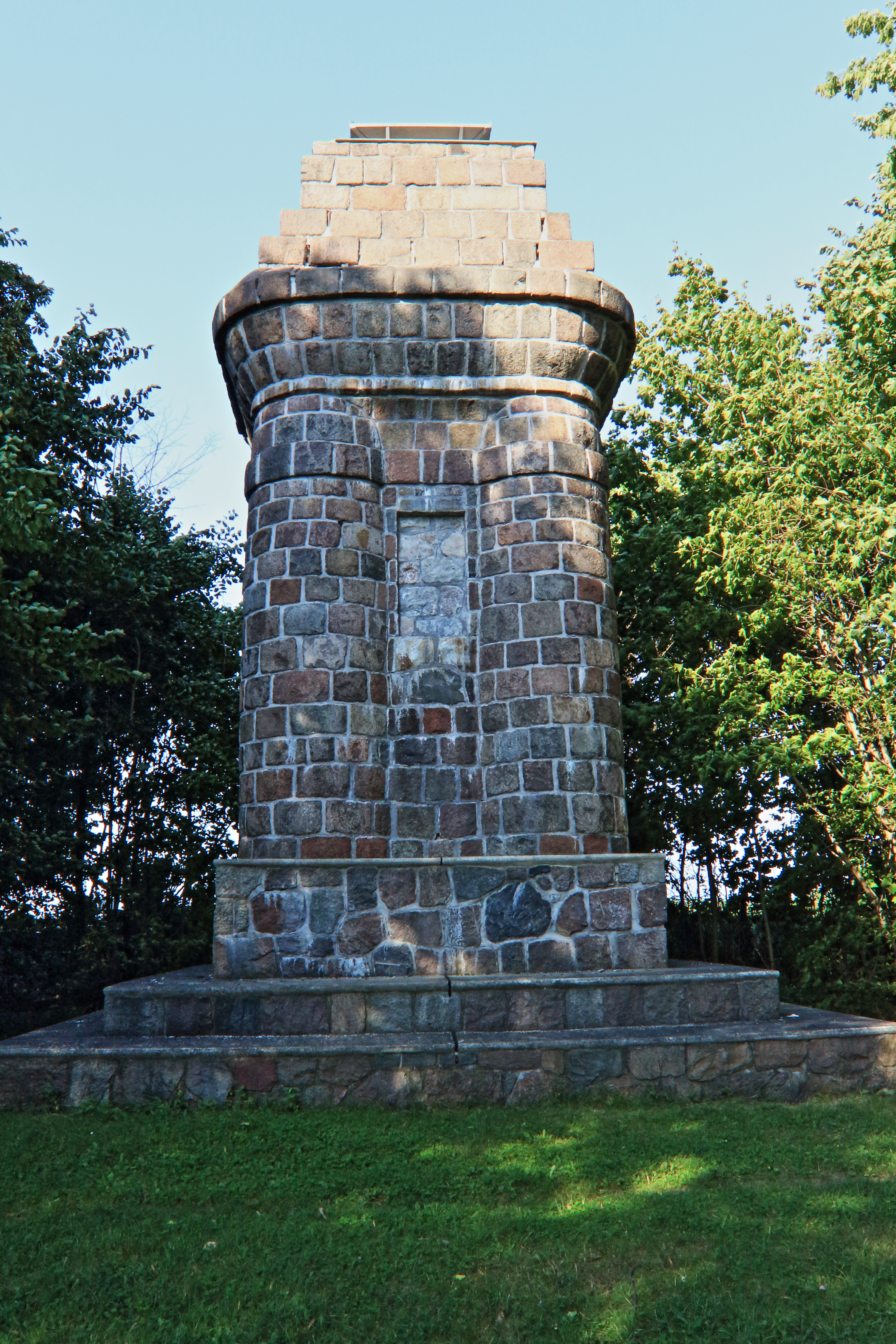
Bismarcksäule in Greifswald

Die Bismarcksäule in Greifswald ist eine zum Gedenken an Otto von Bismarck, den ersten Reichskanzler des Deutschen Reiches, errichtetes Denkmal. Sie steht an der Wolgaster Straße auf einer kleinen Erhebung („Epistelberg“) in einer Achse mit dem – später erbauten – Volksstadion.

## Baugeschichte
Nach dem Tod Bismarcks im Jahr 1898 bildete sich in Greifswald ein Komitee zur Errichtung eines Denkmals unter dem Vorsitz des Universitätsrektors Johannes Rehmke. Unter der Leitung des Professors Wilhelm Kreis und des Architekten Heinrich Spruth begannen am 28. März 1900 die Bauarbeiten; Mitte April war das Fundament errichtet. Die feierliche Einweihung fand am 23. Juni 1900 statt. Die Baukosten betrugen rund 8.500 Mark. 1911 waren erste Ausbesserungsarbeiten erforderlich. Nach dem Ende des Zweiten Weltkrieges wurde eine Bronzeplatte mit einem Relief des Reichsadlers entfernt. Am 5. Juli 1960 wurde anlässlich der Ostseewoche die Säule in Olympiasäule umbenannt und ein Relief aus Kunstkalkstein mit Olympia-Motiv des Greifswalder Bildhauers Prutz angebracht. Am 7. März 1991 erfolgte durch Beschluss der Bürgerschaft die Rückbenennung; 1997 wurde die Säule saniert und dabei das Betonrelief entfernt. Forderungen nach Wiederherstellung des ursprünglichen Reichsadler-Reliefs konnten sich bisher nicht durchsetzen.

## Architektur
Die Säule war der erste Bismarckturm nach dem Typenentwurf „Götterdämmerung“, mit dem Kreis 1899 einen Wettbewerb der Deutschen Studentenschaft gewonnen hatte. Nach diesem Typenentwurf wurden bis 1911 noch 47 weitere Bismarcksäulen errichtet. Grundmerkmal des Entwurfs ist die quadratische Grundfläche mit runden Dreiviertelsäulen an den Ecken. Als Baumaterial kamen Findlinge aus Granit zum Einsatz, die sorgfältig behauen und – bis auf den Sockel – lagig geschichtet wurden. Auf der 10 m hohen Säule befindet sich eine quadratische Feuerschale, in der zu besonderen Tagen Feuer entzündet werden sollte.